# RCA Mark II Sound Synthesizer

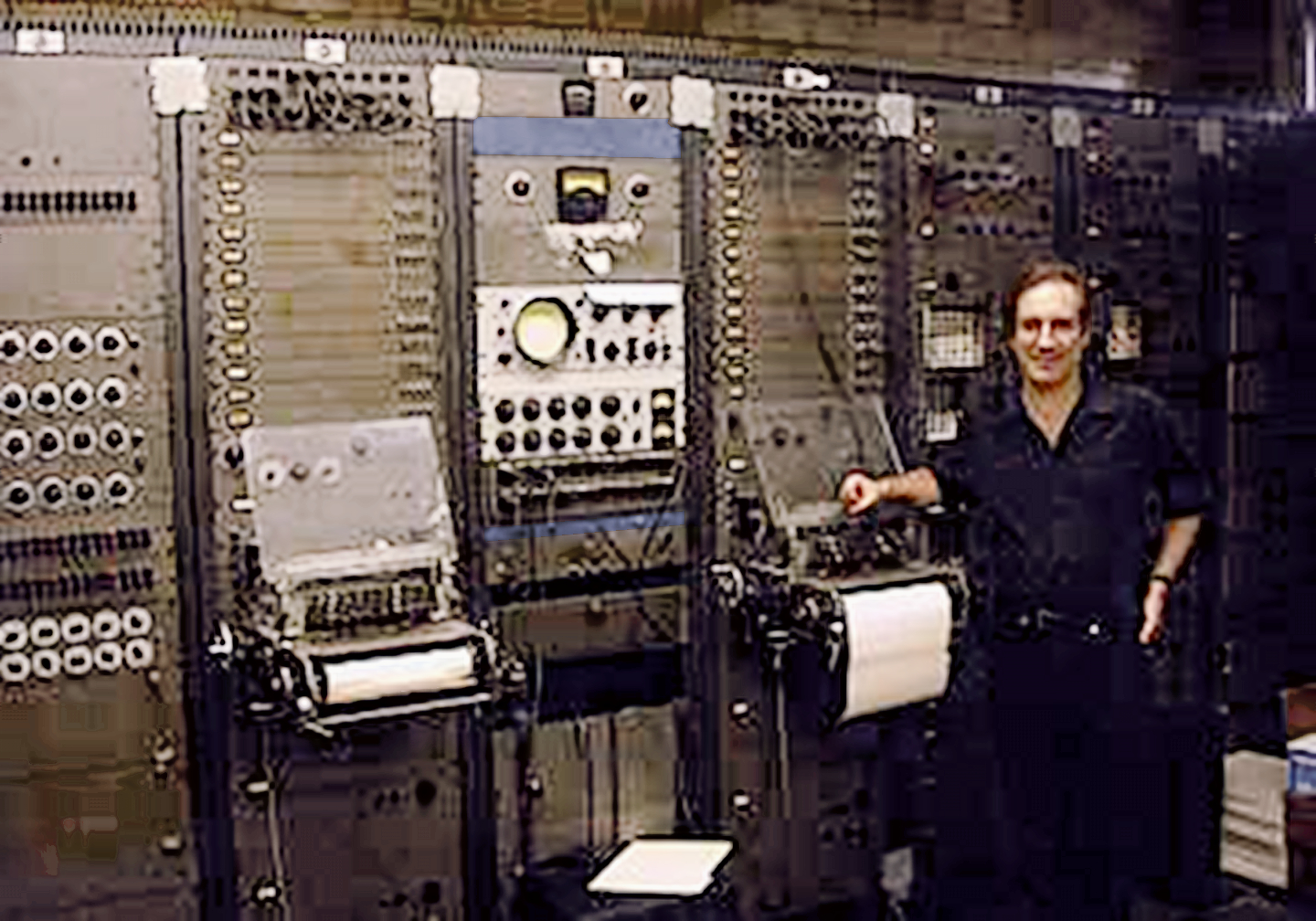
RCA Mark II

Der RCA Mark II Sound Synthesizer (Spitzname Victor) war der erste programmierbare elektronische Synthesizer und die Hauptattraktion im Columbia-Princeton Electronic Music Center. Entworfen von Herbert Belar und Harry Olson bei RCA, wurde er 1957 an der Columbia University installiert. Er bestand aus einer raumfüllenden Anzahl untereinander verbundener Komponenten zur Klangsynthese. Ein Großteil des Systems wurde von Vladimir Ussachevski und Peter Mauzey beigesteuert. Der Mark II gab dem Benutzer mehr Flexibilität und hatte doppelt so viele Oszillatoren wie sein Vorgänger, der Mark I Synthesizer. Ähnlich wie der erste Buchla-Synthesizer wurde er durch ein großzügiges Stipendium der Rockefeller Foundation über 5 Jahre finanziert.

## Geschichte

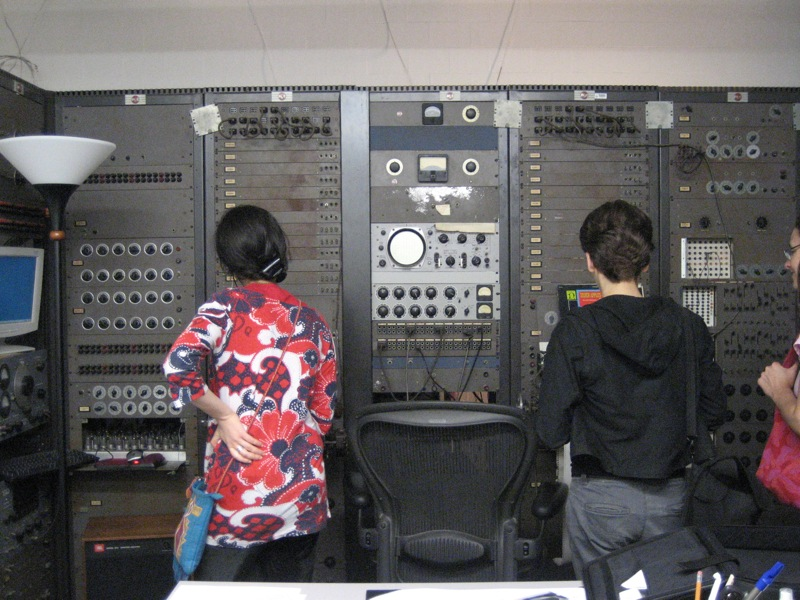
Victor im Jahr 2007

Vorausgegangene elektronische Instrumente des 20. Jahrhunderts, wie das Telharmonium oder das Theremin, waren rein manuell bedient worden. Der RCA Mark II kombinierte verschiedene elektronische Klangerzeugungskomponenten mit einem Musiksequenzer, der eine große Anziehungskraft für Komponisten der damaligen Zeit darstellte, von denen es viele leid waren, zum Erstellen elektronischer Werke einzelne Klänge auf Magnetbandabschnitten aufzuzeichnen und zusammenzufügen, wie es bei der „musique concrète“ genannten Technik üblich war. Der RCA Mark II verfügte über einen vollautomatischen binären Sequenzer mit einem Papierbandleser ähnlich einer Notenrolle, der Anweisungen an den Synthesizer sendete und so die Wiedergabe des Geräts automatisierte. Der Synthesizer konnte dann den Ton an eine benachbarte, synchronisierte Schellack-Drehmaschine ausgeben.

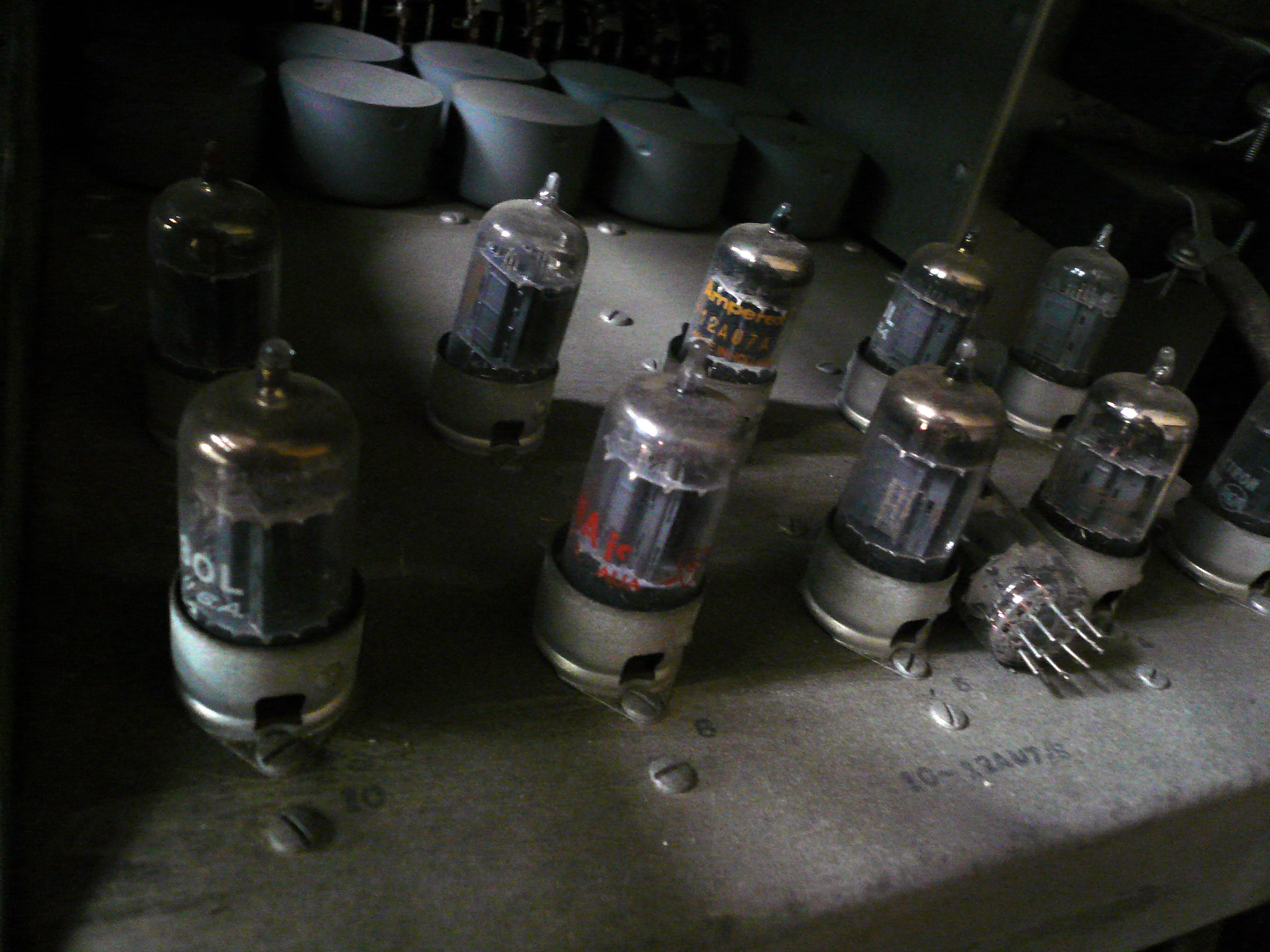
Der 'Victor' (Spitzname des RCA Mark II Sound Synthesizer) im CMC.

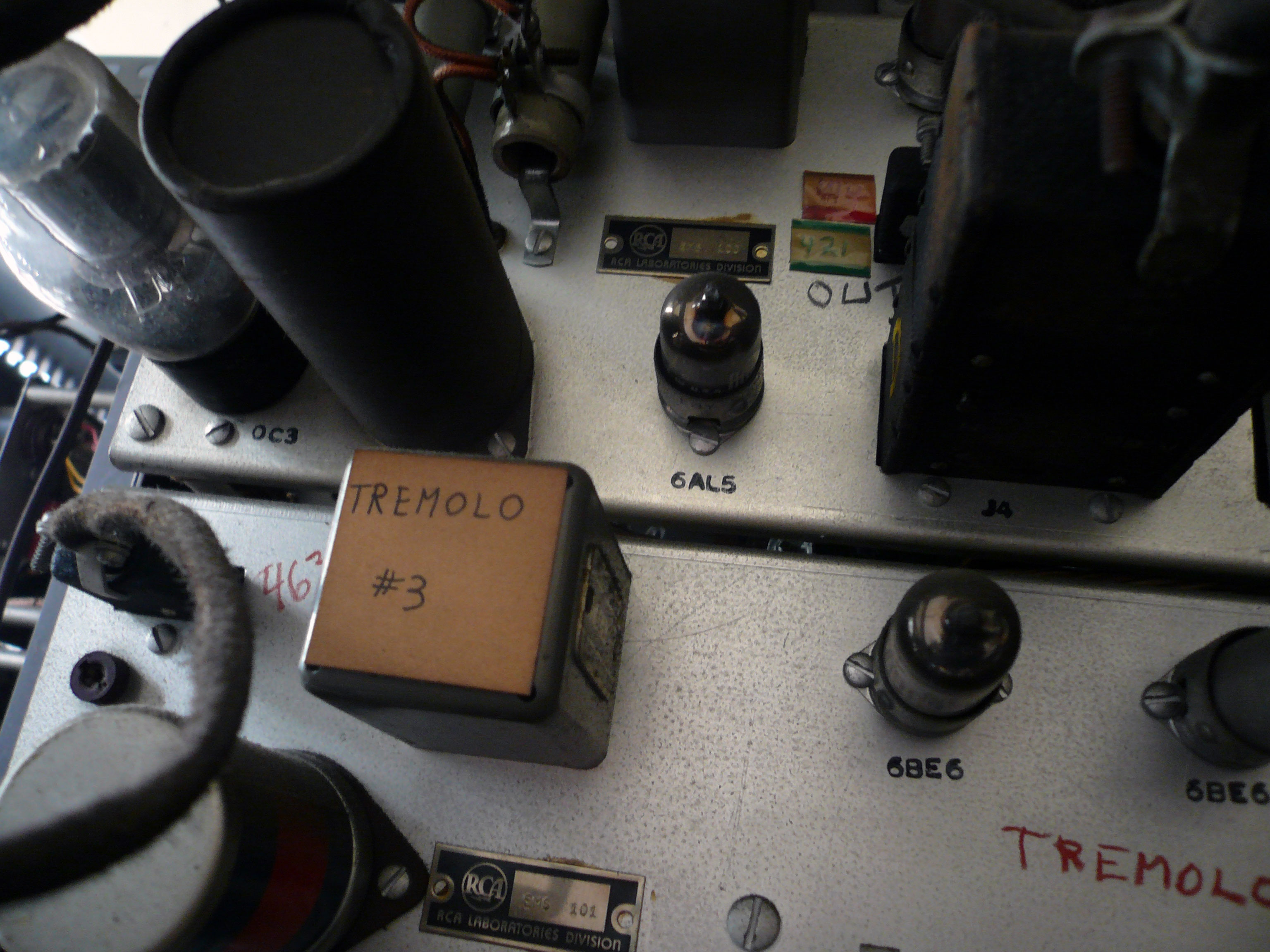
Nahaufnahme des Victor genannten Mark II im Columbia Computer Music Center

Die Sequenzerfunktionen des RCA waren besonders für die Komponisten jener Zeit interessant, welche daran interessiert waren, dodekaphonische Musik mit einem hohen Maß an Präzision zu erschaffen. Tatsächlich wird der RCA von den damaligen Komponisten als ein Faktor angeführt, der zur Zunahme der musikalischen Komplexität beitrug, da er den Komponisten die Freiheit gab, Musik mit Rhythmen und Tempi zu schreiben, die auf akustischen Instrumenten unpraktisch, wenn nicht gar unmöglich zu realisieren waren. Diese Präzision wurde als Zeichen des ästhetischen Fortschritts verstanden; sie weckte hohe Erwartungen an den Mark II und trug dazu bei, das Bewusstsein für elektronische Musik als tragfähige neue Kunstform zu stärken. Ein Schallplattenalbum, das das Instrument und seine Fähigkeiten vorstellte, wurde 1955 von RCA (LM-1922) herausgegeben.
Der Synthesizer bot eine bis zu vierstimmige Polyphonie, dazu zwölf Festtonoszillatoren und eine Quelle für weißes Rauschen. Das Instrument war sehr schwierig einzurichten und erforderte ein umfangreiches Patchen der analogen Schaltkreise, bevor eine Partitur ausgeführt werden konnte. Es gab keinen formalen Unterricht auf dem Synthesizer, und so waren die Konstrukteure von RCA und die Wartungsingenieure von Columbia praktisch die einzigen, die mit der Maschine ausreichend vertraut waren.
Der Komponist der Princeton University, Milton Babbitt, war zwar nicht der einzige, der die Mark II einsetzte, wird aber heute am häufigsten mit ihr in Verbindung gebracht und war wohl ihr größter Befürworter.
Eine Reihe wichtiger Stücke im Bereich der elektronischen Musik wurden auf der RCA Mark II komponiert und realisiert. Babbitts Vision and Prayer und Philomel wurden darauf ebenso realisiert ebenso wie Charles Wuorinens Werk Time's Encomium, wofür er 1970 den Pulitzer-Preis für Musik erhielt. Im Laufe der Zeit verfiel das Gerät und blieb nur teilweise funktionsfähig. Der letzte Komponist, der damit einen Klang erzeugt haben soll, war R. Luke DuBois, der ihn 1997 für ein 32-Sekunden-Stück auf dem Album Jungle des Freight Elevator Quartetts verwendete.
Obwohl wesentlicher Teil der Geschichte der elektronischen Musik, wurde der RCA letztlich wenig verwendet. Die Elektronik wurde gemäß den Konstruktionsspezifikationen der US-Luftwaffe (und sogar mit einem USAF-Oszilloskop) hergestellt und bestand vollständig aus Vakuumröhren, wodurch das System bereits bei seinem zehnten Geburtstag veraltet war und von den zuverlässigeren (und erschwinglicheren) Synthesizern auf Basis von Halbleitern übertroffen wurde, wie etwa den modularen Synthesizersysteme von Buchla und Moog. Mögliche Replikationen wären unerschwinglich teuer gewesen, und die von Belar und Olsen konzipierte RCA Mark III wurde folglich nie gebaut. RCA war zudem nicht lange im Synthesizer-Geschäft aktiv, und Columbia sah keinen Bedarf, Synthesizer-Bauteile oder -Ersatzteile zu erwerben.
Ein Großteil des historischen Interesses an der RCA, abgesehen von ihrer Verbindung mit dem Electronic Music Center, beruht auf einer Reihe amüsanter (und möglicherweise apokrypher) Geschichten. So soll die RCA Ussachevski und Otto Luening angeblich durch die Behauptung interessiert haben, ein nach ihren Spezifikationen gebauter Synthesizer könne klassische Sinfonieorchester ersetzen, was bei den RCA-Führungskräften die Hoffnung weckte, sich ihres gewerkschaftlich organisierten Radioorchesters zu entledigen.
Im Jahr 1959 erwarb das Columbia-Princeton Electronic Music Center das Gerät von RCA. Dort wurde es von Milton Babbitt ausgiebig genutzt. Seine Tonband- und Tonband-Instrumentenwerke wurden mit dem RCA Mark II realisiert, darunter sein Meisterwerk Philomel für synthetischen Klang und Sopran.
Das RCA-System stand 2016 im Columbia Computer Music Center in der 125th Street in New York City im Büro von Professor Brad Garton, fest mit dem Boden verschraubt.